# 龍雲寺 (佐久市)
龍雲寺（りゅううんじ）は、長野県佐久市岩村田にある曹洞宗の寺院。山号は太田山。本尊は十一面観音。

## 歴史
鎌倉時代の1312年（正和元年）大井玄慶を開基、浄学天仲を開山として臨済宗の寺院として建立されたのに始まる。その後兵火にあって衰退していたが、文明年間（1469年 - 1487年）曹洞宗の僧天英祥貞によって復興され、曹洞宗の寺院に改められた。
戦国時代には甲斐国守護の武田氏が信虎期から佐久郡へ進出し、晴信（信玄）期には信濃侵攻を本格化させ天文年間には佐久郡を掌握する。晴信が拡大した領国内の曹洞宗寺院の支配拠点とするため、桂室清嫩（せいどん）和尚を追放し自ら開基となり、越後から北高全祝を招聘して中興しているが、その時期に関しては竜雲寺の記録である『太田山実録』によれば弘治年間とされているが、竜雲寺所蔵の北高筆由緒書によれば永禄4年（1561年）の川中島の戦いに際した復興と記されたとしており、『太田山実録』には北高の経歴に相違があり作為が想定されていることから後者の永禄年間（1558年 - 1570年）中興であると考えられている（柴辻俊六による）。北高の招聘に際しては、甲斐国内の龍華院（山梨県甲府市上曽根）と永昌院（同山梨市矢坪）の住職が当たっている。
永禄10年には信玄から寺領を寄進されており、川中島の戦いを契機に西上野への侵攻を開始すると竜雲寺へも末寺を寄進している。竜雲寺は分国内曹洞宗派の僧録所となり、僧録司となった北高は元亀元年（1570年）には宗派統制を目的に定められた曹洞宗新法度の制定にも携わっている。
元亀3年（1572年）4月11日には西上作戦に際して僧録司である北高の立場を分国内外へと示すため、小宮山昌友を奉行として千人法幢会を実施し、正親町天皇から扁額を下賜された。信玄は翌元亀4年（1573年）に西上作戦の途上で死去しているが、竜雲寺は各地に点在する信玄の火葬地であったとする伝承があり、実際に遺骨が出土していることから分骨された可能性も考えられている。これは1931年（昭和6年）5月に庭園から遺骨と遺品の納められた茶釜が出土し、遺骨（信玄遺骨）や短刀や銘文のある袈裟環など遺品の鑑定を巡り論争が起こり、史跡指定を却下した国と住職の間で訴訟が発生する騒動となった。
天正10年（1582年）には北高全祝が隠居し、鳳庵存竜が住職となる。
江戸時代には江戸幕府から朱印状が与えられている。「龍雲寺文書」は『信濃史料』に収録されている。

## 文化財

### 長野県指定史跡
- 北高禅師墓碑

### 佐久市指定文化財
- 龍雲寺の中世文書

## 伝承

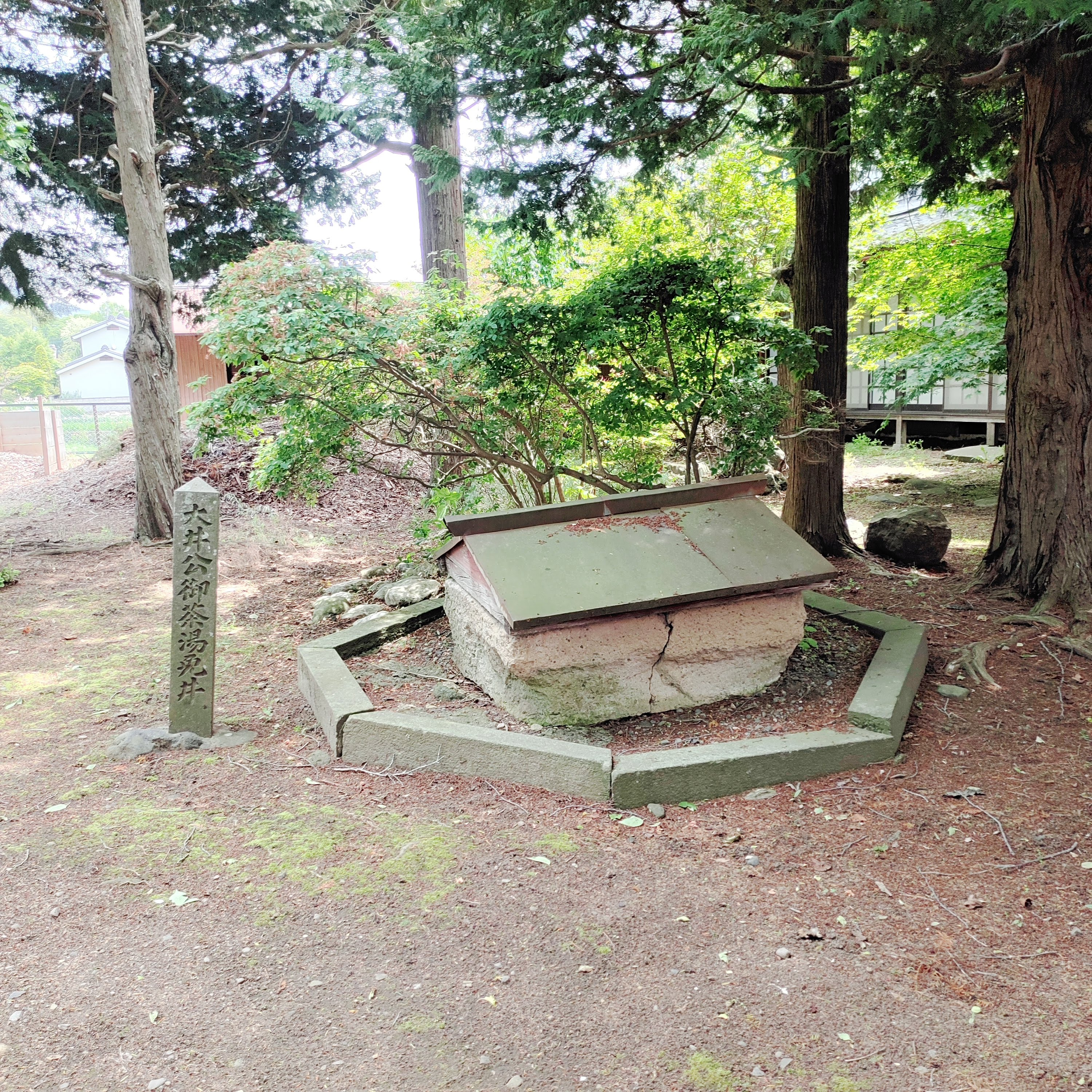
大井公茶之湯井戸

- 大井公茶之湯井戸本堂の北西に「茶之湯井戸」がある。これは「岩村田七井戸」の一つで、大井の殿様が茶の湯に使用したという。
- 本堂南西に「信玄井戸」がある。信玄がこの井戸に念ずれば、欲しいものが何でも沸いて出たという。また、どんなに水を汲み出しても減らない井戸と言われる。
- 本堂北東に「龍雲寺林」（りゅううんじばやし）という林があり、檀家の墓所となっている。江戸時代にはここで花火大会が行われた。
- 山門横に「葷酒山門」の石碑の台座は岩村田七石の一つ「赤石」の一部。かつては山門西の中山道の道の中央にあり、通行の障害になるほどの巨岩だった。
- 龍雲寺の南の「仁王前」地籍には、その昔、龍雲寺の仁王堂が建っていたという。当時の本堂はさらに南の羽毛平地区にあったという。
- 龍雲寺の裏の「会下裏」地籍の会下（えげ）とは、仏教用語で「修行する場」という意味である。
- 寺の東の湯川縁を「精進場」（しょうじば）という。龍雲寺で武田信玄が千人法要を行った時、僧侶達がここに小屋がけして泊ったという。
- 寺の東の沢を「菅田」（すげた）という。菅（すげ）が生育しやすい水田で寺領だった。
- 寺の西付近を「元住吉」と呼ぶが、昔はここに住吉神社があったという。
- 昔、大井侯（小笠原氏）が伯耆（鳥取）で土民になってしまおうと思った時、夢に龍雲寺の仁王が現れ、それを信仰したら出世したという[2]。
- 武田信玄が龍雲寺に対し「岩子の地を褒美として与える」と言ったところ、寺では「岩尾」の地と勘違いしてしまい、岩尾地区は龍雲寺領になったという。
- 龍雲寺から南へ下る道を「馬大門」または大門下という。かつて岩尾地区から年貢米を積んだ馬がここを通行したが、岩村田藩の陣屋の中を通る道なので大門を開閉してもらった。
- 龍雲寺の北側の小路を「ねれの小路」と呼ぶ。武田、上杉の戦いの時に、信玄が家を焼きながら進んだという。
- 龍雲寺林の沢を鍛冶窪と呼ぶ。昔、鍛冶屋があったが武田、上杉の戦火で焼けてしまったという。
- 佐久の南岩尾から今井に通じる耕作田周辺を「寺領」と呼ぶ。龍雲寺の領地だったという[3]。
- 昔、芦田康国が岩村田を領し、無慈悲な政治を行ったので、住民の多くが上州へ逃げた。なお康国の息子が龍雲寺住職になったので、龍雲寺檀徒の多くが町内の西念寺へ移ったという[4]。
- かつて、この寺に翠潭坊（すいたんぼう）という修行僧がいたという、絵ばかり描き、女と親しくなり、寺を追放された。各地に居住し、絵を描いた。ある時、酒に酔って、崖から湯川に転落したが、観音の加護により助かったので、付近の面替区の観音堂に落ちた時の絵を描いて奉納した。また翠潭坊が、横根区の観音堂で酒を飲み、泥酔中にムジナに化かされた話など沢山の伝承が残っている。